# Dogs in Kavala
Dogs in Kavala (транскр. Догз ин Кавала) српска су музичка група из Београда. Жанровски се најчешће сврставају у гаражни и психоделични рок.

## Историја

### Почеци и основни подаци
Групу Dogs in Kavala су у априлу 2016. основали Срђан Јеремић (гитара, вокал), Синиша Јањић (бас гитара) и Никола Хајдуковић (бубањ, вокал). Њих тројица потичу из различитих крајева некадашње Југославије — Јеремић је из Босне, Јањић из Врања, а Хајдуковић из Београда. Назив групе је произашао из непријатног искуства које су Јеремић и Јањић доживели у грчком граду Кавали, где их је једне ноћи у више наврата нападао чопор паса.
Група је у првим годинама постојања стварала и одржавала пробе у просторијама зграде БИГЗ-а и независног културног центра Квака 22. Јањић и Хајдуковић су били и чланови колектива који је покренуо Кваку 22.

### 2016—2019:3 песме
су 5. децембра 2016. објавили дебитантски сингл Хвала што постојиш. У првој половини априла 2017. представили су спот за други сингл Боје. Већ неколико дана касније, 19. априла, наступили су као подршка на концерту америчког састава Merchandise у београдском клубу Електропионир. Дана 22. маја 2017. објавили су дебитантски EP 3 песме, а на њега су уврстили прва два сингла и седмоминутну нумеру Сан у сну. Током лета те године забележили су прве наступе на фестивалима Бед мјузик бугалу и Там Там, али и такмичарско учешће на бањалучком Демофесту. У септембру 2017. избацили су спот и за песму Сан у сну.
Улогу предгрупе имали су и на првом београдском концерту америчког трија The Moonwalks, одржаном 28. јануара 2018. у Културном центру Град. У овом простору Dogs in Kavala су свирали и 19. октобра исте године — овога пута у оквиру фестивала Звук Београда. У међувремену, у мају 2018, српско-канадски музичар Енш је представио сингл Таласи, у коме је искористио семпл нумере Хвала што постојиш.
Песма Сан у сну нашла је место на компилацији The Music of the Secret Society that Owns Belgrade: Volume 2, објављеној 22. фебруара 2019. за турску етикету Inverted Spectrum Records. Дан касније група је наступила на првом издању Хали Гали фестивала.

### 2019—данас:Зуби
су се крајем октобра 2019. огласили хваљеним спотом за песму Саво, којим су најавили прво дугосвирајуће издање. Албум Зуби издали су 25. фебруара 2020. за Краву 22, етикету коју је покренула Квака 22. Занимљиво је да је материјал са првобитном верзијом албума био украден, па су морали све да снимају изнова.
Почетком марта 2021. објавили су спот за нову песму Kirbi Police, која је настала као реакција на честе упаде полиције у зграду БИГЗ-а, као и у студио који су тамо изнајмљивали. Тих дана морали су и да се иселе из овог студија, јер је зграда добила новог власника. Средином истог месеца стигла је и вест да су се, као представници Србије, нашли међу девет финалиста номинованих у програму HEMI Music Awards, посвећеном музичарима који су спремни да развију међународну каријеру и којима је циљ да допру до нових тржишта и публике.

## Чланови

### Садашњи
- Срђан Јеремић — гитара, вокал
- Синиша Јањић — бас-гитара
- Никола Хајдуковић — бубањ, вокал

## Дискографија

### Студијски албуми
- Зуби (2020)

### издања
- 3 песме (2017)

### Учешћа на компилацијама
- (2019) — песма Сан у сну